# Чіппатаджаяпіда
Чіппатаджаяпіда (*д/н — 840) — самраат Кашмірської держави в 832—840 роках.

## Життєпис
Походив з династії Каркота. Син самраата Лалітапіди і наложниці Джаядеві (була з селянського або ремісничого роду). В дитинстві звався Брхаспаті. Посів трон після смерті стрийка Санграмапіди II 832 року. Через молодість його мати стала регентшою, а фактичну владу зосередили її брати Падма, Утпала, Кальяна, Мамма і Дхарма.
Цей період характеризується активним будівництвом: було зведено храми Утпалашвамін, Падмасвамін, Дхармасвамін, Кальянасвамін і Маммасвамі, місто-резиденція Падмапура (в подальшому відомий як Пампоре).
У Кальхани є згадка, що церемонія інтронізації 837/838 року. Припускають, що спробував відсторонити від влади вуйок, внаслідок чого був повалений 840 року. Влада перейшла до стрийка Аджітапіди.